# Трахтеров, Владимир Сергеевич
Владимир Сергеевич Трахтеров (укр. Володимир Сергійович Трахтеров; 5 (18) декабря 1884, Бахмут, Екатеринославская губерния, Российская империя — сентябрь 1975, Харьков, Украинская ССР, СССР) — российский и украинский советский учёный-правовед, специалист в области уголовного права, профессор (1938).
Высшее образование получил в двух немецких, швейцарском и Харьковском университетах. После окончания последнего продолжил в нём работать. Затем работал на профессорских должностях в Таврическом университете и Харьковском институте народного хозяйства. С 1930 года работал в Харьковском юридическом институте: заведующий кафедрой уголовного права в 1937/38—1941 и в 1946—1953 годах, профессор и профессор-консультант этой же кафедры до 1972 года.
Занимался изучением проблемы вменяемости и невменяемости, по которой написал докторскую диссертацию. В 1952 году подал диссертацию для защиты и получения учёной степени доктора юридических наук, но был обвинен «в попытке внедрения идеалистических идей в советское уголовное право» и не допущен к защите. Среди учеников В. С. Трахтерова были украинские профессора-правоведы В. В. Сташис, М. И. Бажанов, В. В. Голина и другие.

## Биография

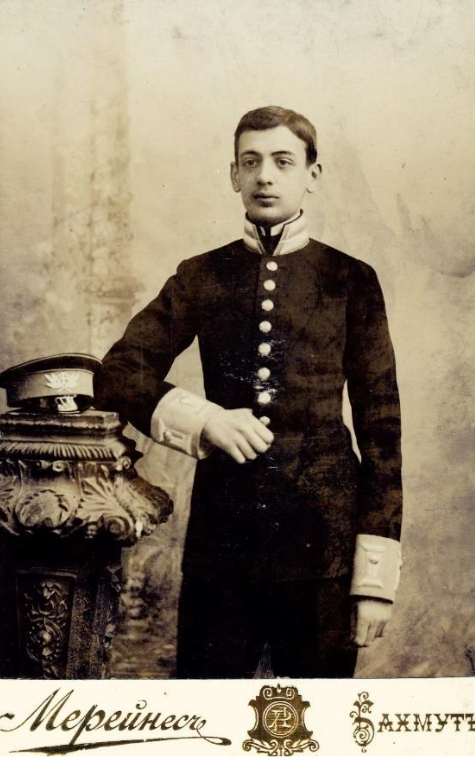
Гимназист Владимир Трахтеров

Владимир Трахтеров родился 18 декабря 1884 года в Бахмуте (Екатеринославская губерния, ныне — Донецкая область, Украина) в семье купца Соломона Иосифовича Трахтерова, который занимался производством муки в Бахмуте, а затем в Харькове. Образование получил в Бахмутской мужской гимназии, которую окончил с золотой медалью в 1904 году, после чего вместе с семьей переехал в Харьков. Владел тремя иностранными языками: английским, немецким и французским.
Высшее образование начал получать в различных немецких и швейцарском университетах. В 1905 году обучался в Гейдельбергском университете имени Рупрехта и Карла (Баден-Вюртемберг), до начала октября 1906 года проходил обучение на правовом факультете Цюрихского университета, изучая уголовное право, в 1906—1907 годах обучался на юридическом факультете Мюнхенского университета имени Людвига и Максимилиана. Затем вернулся в Российскую империю и поступил на юридический факультет Харьковского университета. В 1910 году Владимир Трахтеров окончил Харьковский университет с дипломом первой степени. После окончания юридического факультета Харьковского университета поступил там же в магистратуру на кафедру уголовного права и судопроизводства. В 1914 году был секретарем криминалистического семинара, который вел профессор Аркадий Киселёв.
В 1915 году, прочитав две пробных лекции по уголовному праву, получил право преподавать в должности приват-доцента, читая лекции по теории права, а в 1917 году стал секретарем университетского Общества экономических и юридических знаний. Помимо Харьковского университета, читал лекции на Харьковских высших женских курсах и в Харьковском коммерческом институте.
Со второй половины 1919 года и до ноябре 1920 года занимал должность доцента кафедры уголовного права и судопроизводства юридического факультета Таврического университета, где преподавал предметы по уголовному и процессуальному праву, а затем в 1920 году работал в Севастополе на профессорской должности Социально-юридического института (филиал Таврического университета). Однако, данные о работе в Таврическом университете в официальных биографиях Трахтерова отсутствуют. По предположению некоторых исследователей, отсутствие этих данных в биографии Трахтерова связано с попыткой избежать репрессий, которым были подвергнуты некоторые его коллеги.
В 1921 году занял должность профессора правового факультета Харьковского института народного хозяйства, где читал лекции по Общей части уголовного права. В 1924 году Народный комиссариат просвещения Украинской ССР командировал Владимира Трахтеров «для выполнения научной работы» в Германию, где он находился в командировке до 1925 года. Был консультантом кодификационного отдела Народного комиссариата юстиции Украинской ССР (НКЮ УССР), который занимался созданием Уголовного кодекса Украинской ССР 1927 года и одним из обсуждающих его на коллегии НКЮ УССР.
В 1930 году занял должность профессора Харьковского института советского строительства и права (с 1933 года — Всеукраинский коммунистический институт советского строительства и права, в 1937 году реорганизован в Харьковский юридический институт). После восстановления ученых званий и степеней, 23 марта 1938 года Владимиру Сергеевичу было присвоено учёное звание профессора. Тогда же (по другим данным в 1937 году) он был назначен на должность заведующего кафедрой уголовного права, которую занимал до немецкой оккупации Харькова в октябре 1941 года. В 1939—1941 годах был депутатом Харьковского городского совета трудящихся.
В конце января — начале февраля 1939 года вместе с Морицем Гродзинским в качестве докладчика принимал участие в первой сессии Всесоюзного института юридических наук, где обсуждался проект Уголовного кодекса СССР 1938 года. Подготовил доклад на по теме «Невменяемость по проекту УК СССР», который стал предметом споров.
По состоянию здоровья был вынужден остаться в оккупированном немецкими войсками городе. После возвращения советской власти в город в результате Харьковской наступательной операции, 19 февраля 1943 года профессор Трахтеров был назначен заведующим отделом народного образования Харьковского горисполкома, но в связи с наступлением немецких войск покинул пост уже 9 марта, а через неделю Харьков вновь был оккупирован войсками противника. На протяжении двух лет, начиная с мая 1943 года, работал на кафедре уголовного права эвакуированного в Джамбул (Казахская ССР) Ленинградского юридического института, занимая должности профессора и заведующего этой кафедрой. В начале ноября 1945 года вернулся на работу на кафедру уголовного права Харьковского юридического института, где занял должность профессора, в 1946 году вновь стал заведующим кафедры уголовного права, с 1953 и до 1964 находился в профессорской должности, затем (по другим данным с 1966 года) до 1972 года был профессором-консультантом. С 1945 по 1947 годы вновь был депутатом Харьковского городского совета трудящихся, за время своих каденций занимался активной деятельностью, входил в состав комиссии высших школ.
Владимир Сергеевич Трахтеров скончался в сентябре 1975 года в Харькове.

## Научная работа
Будучи исследователем проблем уголовного права, Владимир Сергеевич специализировался на вопросах вменяемости и невменяемости. Работая над изучением этой проблемы Трахтеров на протяжении многих лет был консультантом в отделе судебно-психиатрической экспертизы Украинского психоневрологического института, который находится в Харькове. Во время нахождения в эвакуации Владимир Трахтеров начал писать свою диссертацию на соискание учёной степени доктора юридических наук. В диссертации профессора Тахтерова «Вменяемость в советском уголовном праве» содержалось 11 разделов: разделы с 1-й по 3-й были посвящены вменяемости, обоснованию ответственности, вменяемости как элементу состава преступления; разделы с 4-го по 7-й — невменяемости и критериям невменяемости, а разделы с 8-го по 11-й содержали материалы относительно вменяемости в Российской империи, Франции, Германии, Англии и США. В 1952 году докторская диссертация была подана для защиты в Московский юридический институт. Однако Трахтеров так и не смог защитить свою диссертацию и получить соответствующею учёную степень из-за того, что его работа, по мнению комиссии была «попыткой внедрения идеалистических идей в советское уголовное право».
Владимир Сергеевич Трахтеров был научным руководителем ряда кандидатов юридических наук, которые в будущем стали известными учёными-правоведами, среди них были: Нонна Грабовская, диссертация «Уголовно-правовая борьба с хищениями социалистической собственности (Закон 7 августа 1932 г.)» (1947); Нина Яшинова, диссертация «Вопросы назначения наказания при совокупности преступлений по советскому уголовному праву» (1951); Владимир Сташис, диссертация «Борьба со спекуляцией по советскому уголовному праву» (1954); Леонид Сугачев, диссертация «Ответственность за оскорбление по советскому уголовному праву» (1955); Владимир Голина, диссертация «Погашение и снятие судимости по советскому уголовному праву» (1972). Кроме того, в 1946—1948 годах, будучи ещё студентом, будущий доктор юридических наук, профессор Марк Бажанов подготовил ряд научных докладов под руководством Владимира Сергеевича Трахтерова.
Среди более чем сорока научных трудов профессора Владимира Трахтерова основными были: «Формула невменяемости в уголовном кодексе УССР» (1923), «Уменьшенная вменяемость в советском уголовном праве» (1925, статья), «Значение психической дефективности в советском уголовном праве» (1926, статья), «Меры социальной защиты в отношении дефективных правонарушителей» (1927, статья), «Уголовная ответственность психически неполноценных» (1930, монография), «Формула невменяемости в советском уголовном праве» (1939, статья), «Невменяемость по проекту УК СССР» (1939, доклад), «О предпосылках вины и невиновности в советском уголовном праве» (1962), «Вменяемость по советскому уголовному праву» (1966), «Вменяемость и невменяемость в уголовном праве (исторический очерк)» (1992, подготовлена Сташисом и Бажановым). Руководил подготовкой многотомного сборника по истории уголовного права Украинской ССР, который был утрачен во время Великой Отечественной войны. Некоторые труды профессора Трахтерова печатались в научном сборнике «Учёные записки» Харьковского юридического института.
Помимо преподавательской и научной деятельности, Владимир Трахтеров участвовал в создании Уголовных кодексов Украинской ССР 1922 и 1927 годов, в соавторстве написал научно-практические комментарии к Уголовным кодексам, которые издавались под редакцией М. Н. Гернета и А. Н. Трайнина (1924, 1925 и 1928 годы), а также под редакцией С. М. Канарского (1924, 1925, 1928). Был автором разделов «О телесных наказаниях» и «О преступлениях против личной свободы граждан» в издании «Уголовные кодексы УССР и РСФСР. Сравнительный текст и комментарии», которое выдержало три издания (в первых двух изданиях сравнивались Уголовные кодексы Украинской ССР и РСФСР 1922 года, а в третьем — Уголовные кодексы РСФСР 1926 года и Украинской ССР 1927 года).

## Память
19 декабря 1984 года в Харьковском юридическом институте прошло расширенное заседание кафедры уголовного права, которое был посвящено 100-летию со дня рождения профессора В. С. Трахтерова.